# So.cl
So.cl war ein soziales Netzwerk von Microsoft, das im Dezember 2012 öffentlich vorgestellt wurde. Es befand sich bis zur Schließung 2017 in einer Testphase und war nur auf Englisch verfügbar. Die Anmeldung bei So.cl erforderte einen Microsoft- oder Facebook-Account. Das Netzwerk zeigte sich ähnlich wie das Netzwerk Google+ und griff Konzepte von Facebook, Twitter und Pinterest auf.
So.cl wurde im Dezember 2011 herausgebracht und war vorerst für Gemeinschaften in der University of Washington, Syracuse University und der New York University verfügbar. Am 20. Mai 2012 wurde es zur experimentellen Phase für die Öffentlichkeit bereitgestellt und befand sich seit dem 4. Dezember 2012 in der Beta-Phase. Das letzte größere Update hatte So.cl zuletzt im Jahr 2014 erhalten.
Am 7. März 2017 gab Microsoft im Microsoft Research FuseLabs Blog bekannt, dass der Dienst So.cl zum 15. März 2017 eingestellt wird. Seit diesem Tag ist das Portal nicht mehr unter der ursprünglichen Internetadresse www.so.cl erreichbar.

## Funktionen
- Collagen aus mehreren Bildern erstellen
- Internetsuchen mit Kontakten teilen
- Interessen folgen
- Profilseite mit Berichten, Interessen, Kontakten und Video Parties
- Einbindung von YouTube-Videos.
- Nach Fotos suchen